# Chełstów
Chełstów – wieś w Polsce położona w województwie dolnośląskim, w powiecie oleśnickim, w gminie Twardogóra.

## Podział administracyjny
W latach 1975–1998 miejscowość administracyjnie należała do województwa wrocławskiego.

## Nazwa
W księdze łacińskiej Liber fundationis episcopatus Vratislaviensis (pol. Księga uposażeń biskupstwa wrocławskiego) spisanej za czasów biskupa Henryka z Wierzbna w latach 1295–1305 miejscowość wymieniona jest w zlatynizowanej formie Chelstow. Miejscowość nosiła również nazwę niemiecką Gross Schönwald.

## Zabytki
Do wojewódzkiego rejestru zabytków wpisany jest:
- kościół filialny pw. św. Idziego Opata wzniesiono prawdopodobnie w latach 1650-1660, remontowano w roku 1932 i 1958. Jest to budowla drewniana, o konstrukcji zrębowej na podmurówce ceglanej, jednonawowa, z prostokątnym prezbiterium zakończonym poligonalnie, z kwadratową wieżą o konstrukcji słupowej od zachodu, o wnętrzu nakrytym sklepieniem, pozornym. Wyposażenie zachowało dwie rzeźby gotyckie z około 1400 r., barokowy ołtarz główny z XVIII w. i polichromię Oskara Krugera z 1922 r[7].

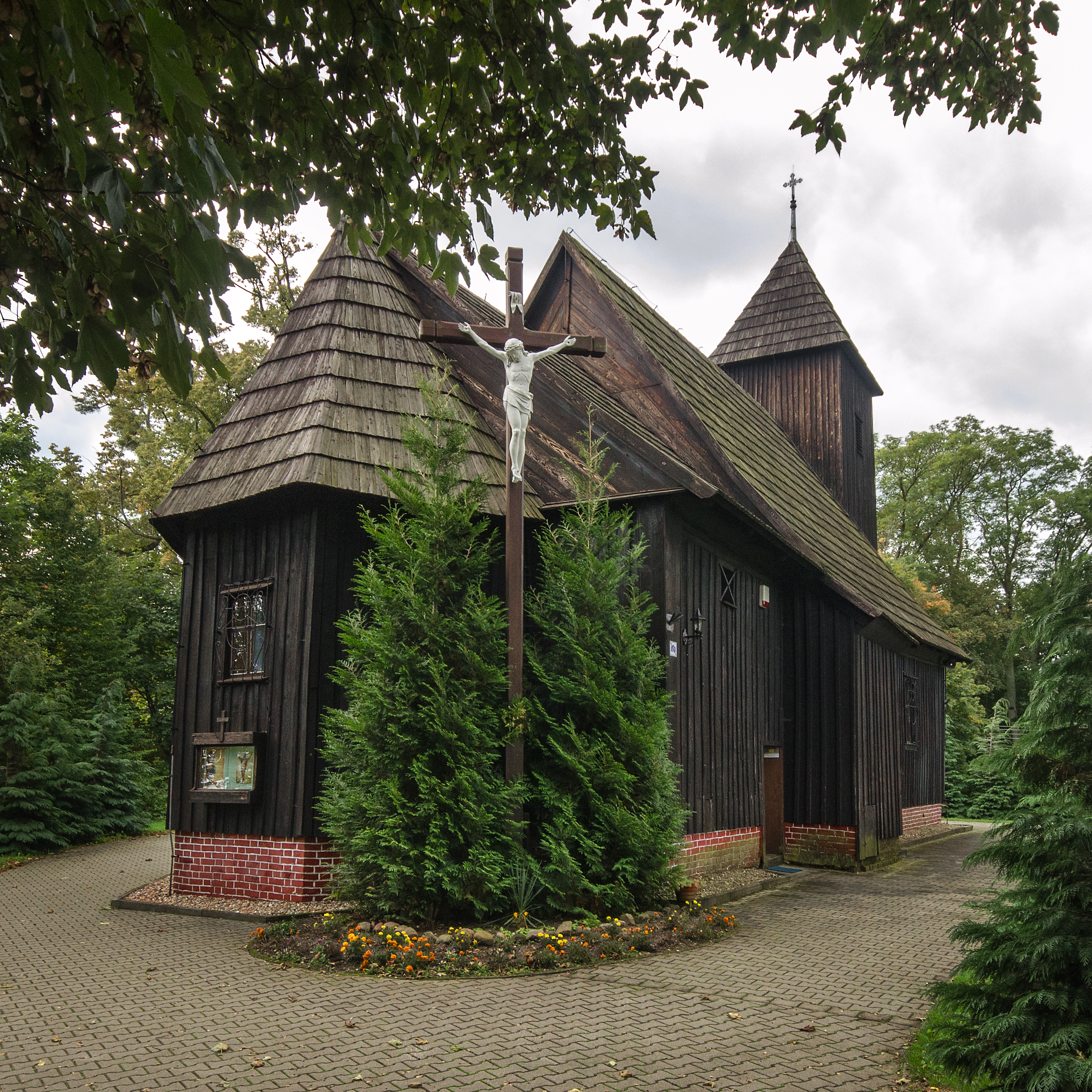
Kościół św. Idziego Opata
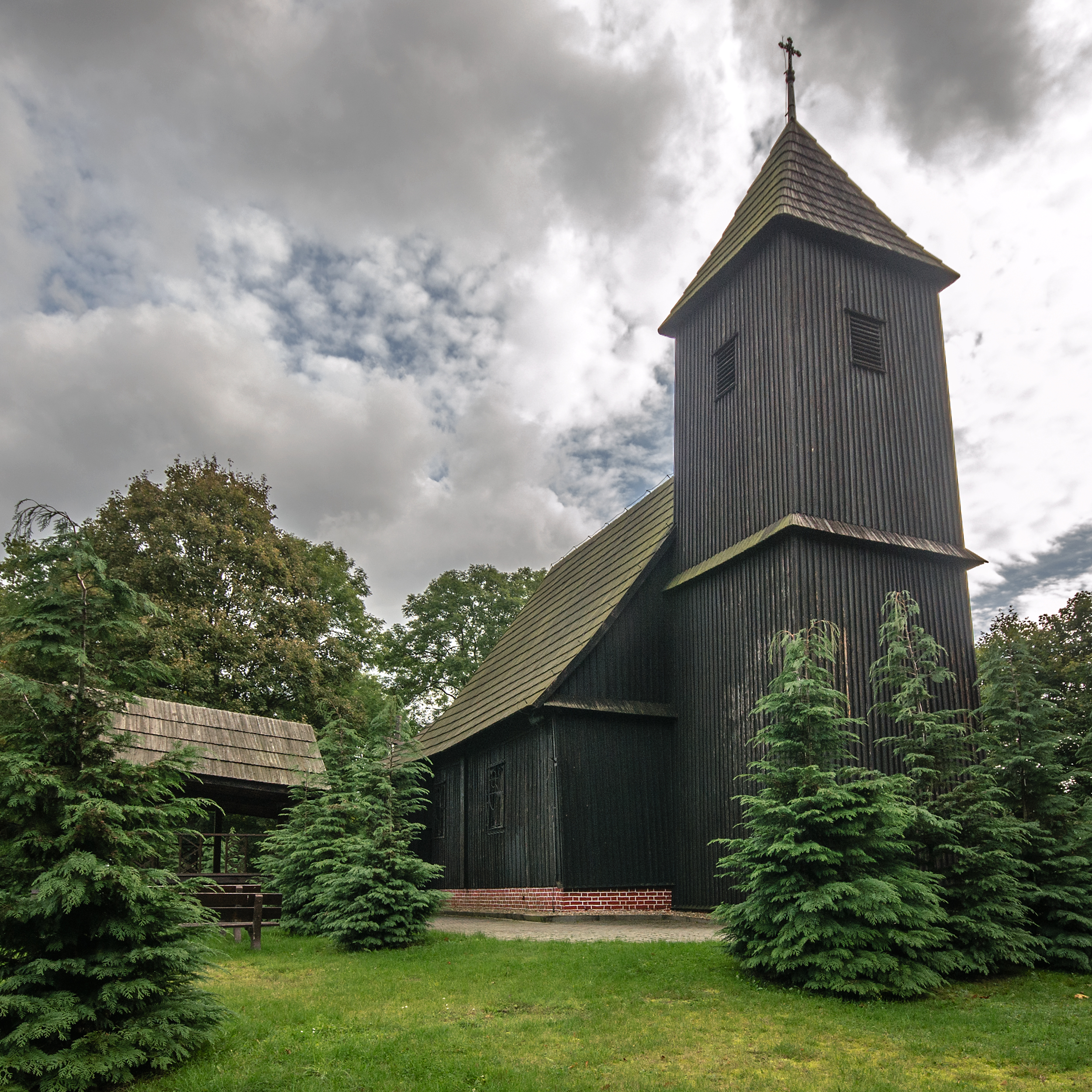
Kościół św. Idziego Opata
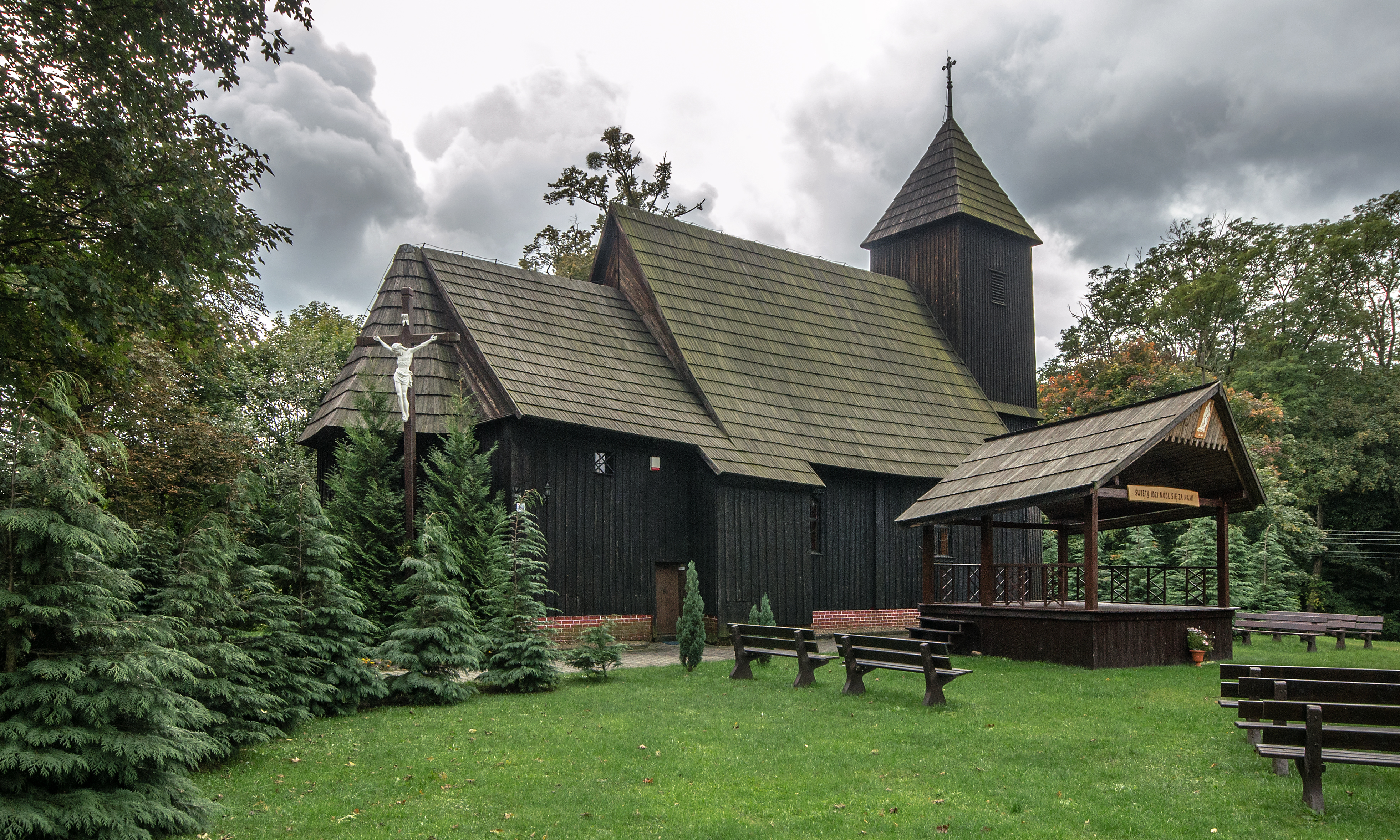
Kościół św. Idziego Opata
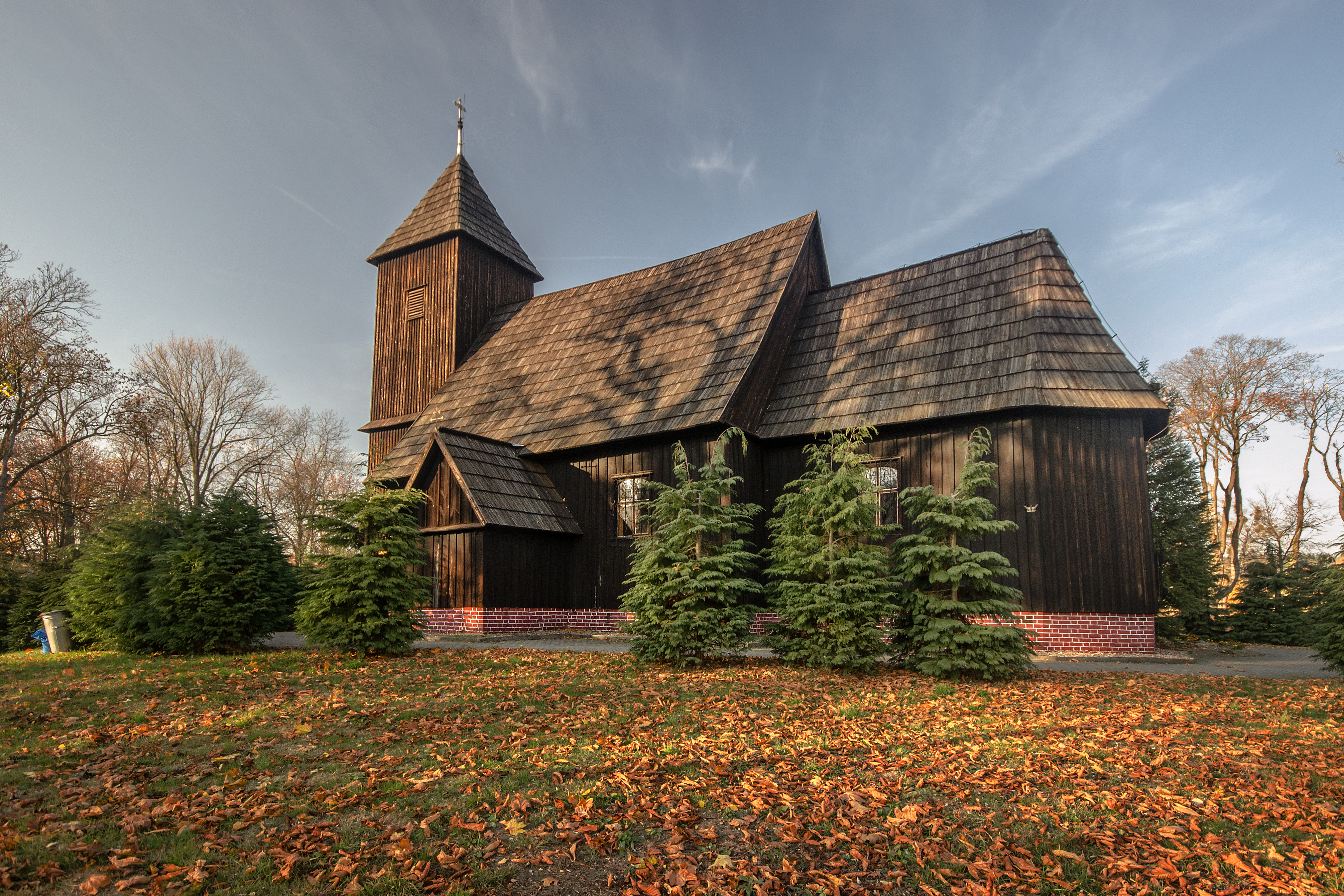
Kościół św. Idziego Opata